# Enizemum carmenae
Enizemum carmenae är en stekelart som beskrevs av Ian D. Gauld och Paul E. Hanson 1997. Enizemum carmenae ingår i släktet Enizemum och familjen brokparasitsteklar. Inga underarter finns listade i Catalogue of Life.